# NGC 6600
NGC 6600 في الفهرس العام الجديد، هي مجرة، تقع في كوكبة . اكتشفت بواسطة ألبرت مارث.

## روابط خارجية
- NGC 6600 على موقع ويكي سكاي: DSS2, SDSS, GALEX, IRAS, Hydrogen α, X-Ray, Astrophoto, Sky Map, Articles and images